# 安祥寺 (京都市)
安祥寺（あんしょうじ）は、京都市山科区にある高野山真言宗の寺院。山号は吉祥山。本尊は十一面観音。朝廷縁の定額寺の一つ。

## 歴史
嘉祥元年（848年）に、仁明天皇女御で文徳天皇の母・五条后（藤原順子）の発願によって、恵運（入唐僧）が唐の長安にある青龍寺より青龍権現を請来して鎮守とし、創建された。天皇の母に関係した寺であることから斉衡2年（855年）に定額寺となる。『延喜式』によると五条后の陵は山科にあるとされ、この寺との深い関係がうかがえる。
安祥寺には醍醐寺同様、裏の山にある「上寺」と麓にある「下寺」が存在した。この2寺の詳細な成立時期はよく分かっていない。先に僧侶の修行場としてすでに「上寺」があり、その後恵運に帰依した五条后によって「下寺」が建立されたという説が有力である。
恵運が貞観9年（867年）に作成した「安祥寺伽藍縁起資財帳」（現在は東寺蔵）によると、上寺には礼仏堂と五大堂とから成る堂院・東西僧房・庫裏・浴堂などの施設が、下寺には約2万平方メートルの寺域内に塔・仏堂・僧坊・楼門などがあったとされる。また、塔頭の坊舎が七百余宇もあったという。しかし、五条后が死去した後は朝廷の庇護を失って次第に衰微していったようで、『小右記』ではすでに上寺に行く道が非常に荒れていることが記述されている。平安時代後期にこの寺に入った第11世宗意律師は上寺はそのままとし、下寺の復興を図っている。その他、宗意は「安祥寺流」を創流して諸高僧が相続いて董席して弘法大師嫡流として相承されていく。
一方、上寺の方は延文年間（1356年 - 1361年）まではかろうじてなんとか存続していたようだが、常住する僧もなく主要な建物等は殆ど廃絶しているような状況であった。永和2年（1378年）には残されていた五大堂が台風のせいで倒壊してしまったのを上寺に参詣しに来た東寺の僧・賢宝によって発見されている。その際、五大堂に祀られていた唐の青龍寺より請来したという五大虚空蔵菩薩像が破砕して泥土にまみれているのを賢宝が引き取り、修理して東寺の観智院の本尊として迎えている。現在観智院所蔵の五大虚空蔵菩薩像は重要文化財となっている。
すでに荒廃した上寺に加え、応仁の乱により下寺も兵火に掛かって焼失し、当寺は完全に廃寺となってしまった。また、寺宝の多くが散逸してしまった。
しかし、徳川家康より深い帰依を受けていた第28世政遍は、衰頽の現状と復興を家康に上訴して慶長18年（1613年）にかつての境内地の大半を安堵されて再興を果たしたが、上寺は再建されることはなかった。しかしこの時期、天台宗の天海も出雲寺の復興を進めていたこともあり、当寺の境内地の内北東部が家康によって出雲寺に与えられ、その場所に出雲寺が復興されることとなった。出雲寺は後に毘沙門堂と呼ばれるようになる。
また、江戸時代初期より高野山宝性院の門主が当寺の座主を兼務したため、当寺は高野堂とも称されるようになった。
宝暦9年（1759年）に多宝塔が再建され、観音堂も文化14年（1817年）に再建された。
明治時代になり、神仏分離や廃仏毀釈の中で1870年（明治3年）に当寺は高野山宝性院の兼帯所からの独立を果たしたが、衰微が進み寺領のほとんどを毘沙門堂に売却し、当寺の規模は大幅に縮小された。
1890年（明治23年）に琵琶湖疏水（第1疏水）が境内を東西に分断する形で作られ、当寺は南北に分断されてしまった。
1906年（明治39年）11月8日に多宝塔が焼失する。
1962年（昭和37年）に琵琶湖疏水の南側にあった本坊を現在地である北側に移築している。

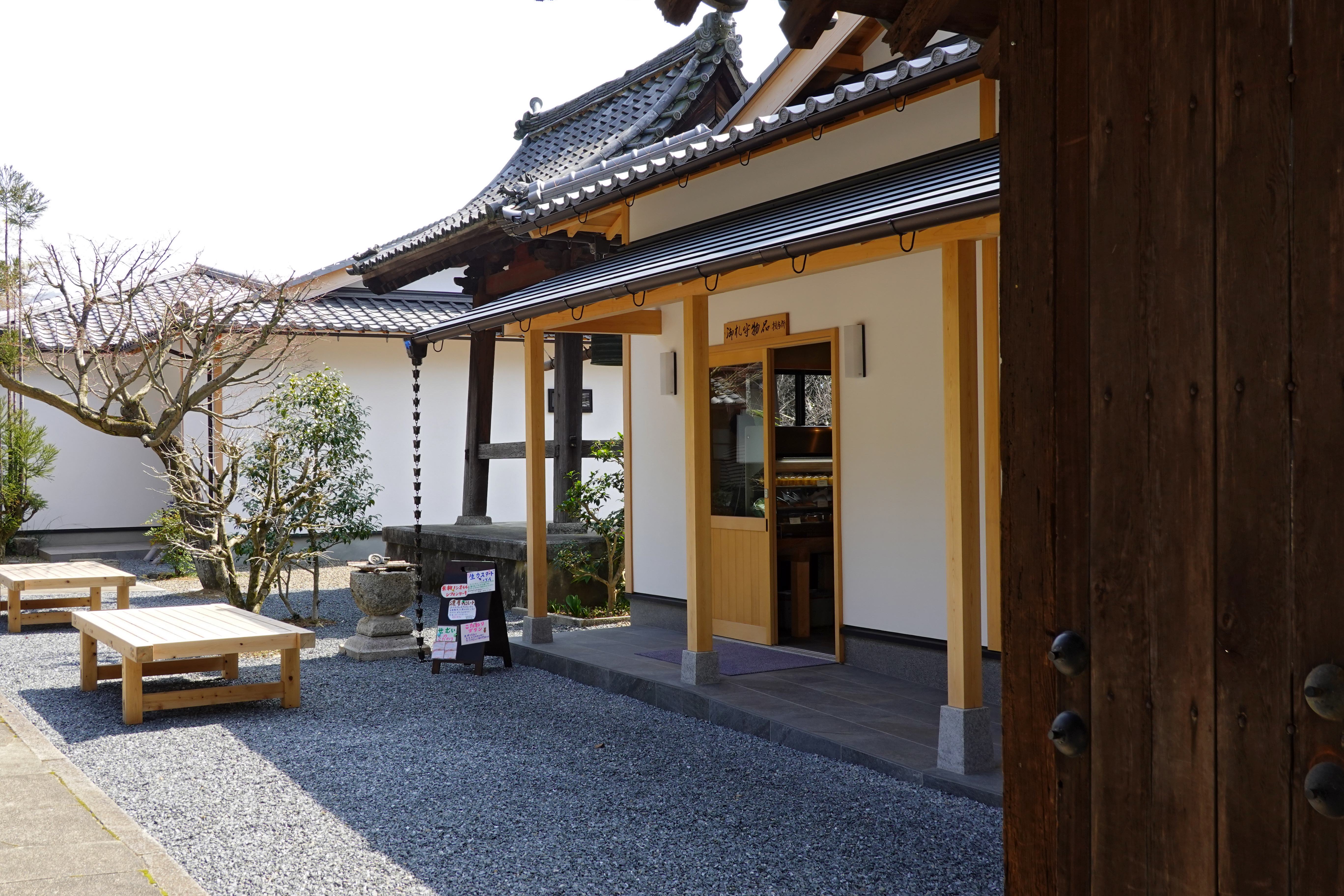
寺菓房せむい

当寺は基本非公開であったが、2019年（令和元年）に春の「京都非公開文化財特別公開」の一環として、本尊の十一面観音立像が初めて一般公開された（2019年4月26日から5月10日まで）。以来、一般公開を行うために寺観の整備が進められ、2024年（令和6年）3月14日には手作りお菓子を販売する「寺菓房（てらかぼう） せむい」がオープンし、次いで5月には庭園「五智遍明庭（ごちへんみょうてい）」が作庭された。

## 境内
- 観音堂 - 本堂。文化14年（1817年）再建。桁行三間、梁間三間の入母屋造。本尊は十一面観音立像（寺伝では奈良時代の僧・泰澄の作）で四天王像（平安時代）、不動明王像（鎌倉時代）、安祥寺復興を命じた徳川家康坐像（江戸時代）が安置される。
- 多宝塔跡 - 基壇と礎石が残る。1906年（明治39年）11月8日に焼失。
- 青龍殿 - 嘉永6年（1853年）再建。青龍大権現を祀る当寺の草創に関わる社である。一間社流造の安祥寺の鎮守社。2022年（令和4年）に修復された。文禄3年（1594年）に木食応其によって方広寺大仏殿建立の大業成就を祈願して再建され、元和5年（1619年）に現在地に移築された。
  - 庭園「蘚苔蟠龍」 - 2022年（令和4年）に青龍殿の周囲に作庭された。
- 十二社神社 - 上野地区の鎮守で素戔嗚尊を祀る。
- 弁天社 - 1925年（大正14年）再建。1998年（平成10年）解体修理。弁財天を祀る。一間社流造。
- 地蔵堂 - 明和9年（1772年）建立。本尊は地蔵菩薩像（鎌倉時代後期のもの）。
- 大師堂 - 安永2年（1773年）再建。本尊は弘法大師像（江戸時代中期の仏師、清水隆慶の作）でその両隣に恵運僧都像（平安時代）、宗意律師像（平安時代）、興雅僧正像（江戸時代）、宥快法印像（江戸時代）が安置される。
- 池
- 本坊
  - 庫裏 - 1962年（昭和37年）に現在地に移築。
  - 庭園「五智遍明庭（ごちへんみょうてい）」 - 2024年（令和6年）5月作庭。
  - 寺菓房（てらかぼう） せむい - 2024年（令和6年）3月オープン。
  - 鐘楼 - 宝暦年間（1751年 - 1764年）再建。梵鐘（京都府指定有形文化財）は嘉元4年（1306年）の鋳造で摂州渡邊安曇寺の銘が刻まれている。豊臣秀吉の朝鮮出兵にあたり五畿内から陣鐘として出された鐘の1つだが安曇寺のものが何かの間違いで安祥寺に返納されたと伝わる。1962年（昭和37年）に現在地に移築。
  - 本坊表門 - 元禄年間（1688年 - 1704年）再建。1962年（昭和37年）に現在地に移築。

## 文化財

### 国宝
- 木造五智如来坐像 5躯 - 京都国立博物館寄託。大日如来を中心とする金剛界の五仏で、安祥寺創建時の制作と推定される上寺伽藍の礼仏堂の本尊。その後は1906年（明治39年）に焼けた多宝塔に安置されていたが、当時から京都国立博物館に寄託されていて難を逃れた（2019年度国宝指定）[6][7]。5躯がそろって伝わる五智如来では最古のものである。

### 重要文化財
- 木造十一面観音立像 - 当寺の本尊で本堂に安置。榧の一木造りで像高は252.5cm。寺伝では奈良時代の僧・泰澄の作であるというが、安祥寺の創建以前に作られたものである。

### 京都府指定有形文化財
- 梵鐘

### その他
- 蟠龍石柱 - 唐時代。京都国立博物館寄託。

なお、東寺の観智院にある五大虚空蔵菩薩像（唐時代、重要文化財）はもと安祥寺にあったもので、恵運が唐から招来した仏像である。

## 安祥寺流
弘法大師が伝えた真言密教は平安時代に12の流派に分かれ、安祥寺流というのがこの寺の11代目である宗意律師によって樹立され、22代目の宥快法印によって高野山の方にこの安祥寺流が伝えられたために密接な関係が結ばれる。

## 交通
JR琵琶湖線及び京都市営地下鉄東西線 山科駅から徒歩10分。ただし、非公開寺院で境内に立ち入ることはできない。琵琶湖疏水に面しており、近辺は春は桜の名所である。

## 参考資料
- 『安祥寺の研究 京都市山科区所在の平安時代初期の山林寺院』

（京都大学大学院文学研究科二一世紀COEプログラム『グローバル化時代の多元的人文学の拠点形成』成果報告書 所収）
- 上原真人編『皇太后の山寺 山科安祥寺の創建と古代山林寺院』(柳原出版、2007)